# الجدول الزمني لواتساب
وفيما يلي الجدول الزمني للواتساب، والملكية عبر منصة، مشفرة، الرسائل الفورية العميل للهواتف الذكية.

## الجدول الزمني الكامل
| السنة | الشهر والتاريخ  | نوع الحدث     | تفاصيل |
| ----- | --------------- | ------------- | --- |
| 2009  | 24 شباط         | شركة          | جان كوم يسجل واتساب في الولايات المتحدة. |
| 2009  | آب              | المنتج        | تم إصدار واتساب 2.0 في آب ستور لأجهزة آيفون. |
| 2009  | تشرين الأول     | التمويل       | بريان أكتون يقنع خمسة موظفين ياهو! السابقين يستثمر الأصدقاء 250 ألف دولار في التمويل الأولي، ويتم منحهم وضع المؤسس المشارك. |
| 2009  | كانون الأول     | المنتج        | تم تحديث واتساب لجهاز آيفون لإرسال الصور. |
| 2010  | آب              | المنتج        | تمت إضافة دعم واتساب لنظام التشغيل أندرويد. |
| 2011  | 21 كانون الثاني | منافسة        | وي تشات, تطبيق المراسلة والتي تأسست. أصبحت في النهاية تحظى بشعبية كبيرة في الصين. |
| 2011  | نيسان           | التمويل       | في الجولة الأولى، وافق مؤسسو واتساب على أخذ 8 ملايين دولار من سيكويا كابيتال بالإضافة إلى تمويلهم الأولي البالغ 250.000 دولار، بعد شهور من المفاوضات مع شريك سيكويا جيم جويتز.                                                                     |
| 2011  | أيار            | منافسة        | تم تأسيس سناب شات، وهو تطبيق منافس لمراسلة الصور. |
| 2012  | 6 كانون الثاني  | حماية         | ينشر مخترق غير معروف موقعًا إلكترونيًا يتيح تغيير حالة مستخدم واتساب التعسفي, طالما كان رقم الهاتف معروفًا. |
| 2012  | آب              | حماية         | أعلن فريق دعم واتساب أنه تم تشفير الرسائل في "أحدث إصدار" من برنامج واتساب لنظامي آي أو اس واندرويد (ولكن ليس بلاكبيري وويندوز فون)، دون تحديد طريقة التشفير.                                                                                      |
| 2013  | شباط            | المستخدمين    | تضخم قاعدة مستخدمي واتساب إلى حوالي 200 مليون مستخدم نشط وموظفيه إلى 50. |
| 2013  | تموز            | التمويل       | سيكويا تستثمر 50 مليون دولار أخرى في الجولة الثانية، وتقدر قيمة واتساب بـ 1.5 مليار دولار. |
| 2013  | 16 تموز         | المنتج        | أصبح واتساب مجانيًا، مع رسم اشتراك سنوي قدره 1 دولار بعد السنة الأولى. |
| 2013  | آب              | منافسة        | تيليجرام, إطلاقت خدمة الرسائل الفورية المستندة إلى السحابة. |
| 2013  | آب              | المنتج        | سمحت واتساب بالرسائل الصوتية. |
| 2014  | 19 شباط         | شركة          | أعلنت شركة فيسبوك، عن استحواذها على واتساب مقابل 19 مليار دولار أمريكي، وهو أكبر استحواذ لها حتى الآن. دفع فيسبوك 4 مليارات دولار نقدًا، و12 مليار دولار في مشاركات فيسبوك، و3 مليارات دولار إضافية في وحدات الأسهم المقيدة الممنوحة لمؤسسي واتساب. |
| 2014  | آذار            | حماية         | أكتشف شخص ما ثغرة أمنية في تشفير واتساب على تطبيق أندرويد والتي تسمح لتطبيق آخر بالوصول إلى جميع محادثات الدردشة الخاصة بالمستخدم وقراءتها بداخله.                                                                                                 |
| 2014  | تشرين الثاني    | المنتج        | قدمت واتساب ميزة تسمى إعلامات القراءة، والتي تنبه المرسلين عندما يقرأ المستلمون رسائلهم. في غضون أسبوع، قدم واتساب تحديثًا يسمح للمستخدمين بتعطيل هذه الميزة حتى لا يرسل مستلمو الرسائل إقرارات.                                                    |
| 2015  | 21 كانون الثاني | المنتج        | قام واتساب بإطلاق واتساب ويب، وهو عميل ويب يمكن استخدامه من خلال متصفح الويب عن طريق المزامنة مع اتصال الجهاز المحمول. |
| 2015  | 21 كانون الثاني | المنتج        | تعلن واتساب عن سياستها في اتخاذ إجراءات صارمة ضد عملاء الطرف الثالث، بما في ذلك واتساب +. لن يتمكن المستخدمون من استخدام خدمات واتساب على الإطلاق حتى يتم إلغاء تثبيت تطبيقات الطرف الثالث.                                                        |
| 2015  | آذار            | المنتج        | تمت إضافة المكالمات الصوتية بين حسابين. |
| 2015  | كانون الأول     | قانوني        | تم إغلاق واتساب لفترة وجيزة في البرازيل بعد أن رفضت التنصت على حسابات واتساب معينة. تم إغلاقه في البرازيل مرة أخرى في مايو 2016 ويوليو 2016. |
| 2016  | 18 كانون الثاني | المنتج        | أعلن جان كوم أن واتساب لن يفرض على مستخدميه بعد الآن رسم اشتراك سنوي قدره 1 دولار. لا توجد حتى الآن خطة واضحة لتحقيق الدخل من واتساب. |
| 2016  | آذار            | قانوني        | ألقت الشرطة الفيدرالية البرازيلية القبض على دييغو دزودان، وهو مسؤول تنفيذي في فيسبوك، بعد أن فشل فيسبوك في تحويل المعلومات من حساب المراسلة الخاص به على واتساب إلى طلب قاضٍ لإجراء تحقيق في الاتجار بالمخدرات.                                     |
| 2016  | 2 آذار          | المنتج        | قدمت واتساب ميزة مشاركة المستندات الخاصة به، مما يسمح في البداية للمستخدمين بمشاركة ملفات PDF مع جهات الاتصال الخاصة بهم. |
| 2016  | 5 نيسان         | المنتج, حماية | أعلن كل من واتساب و Open Whisper Systems أنهما انتهيا من الإضافة تشفير بين الطرفيات إلى "كل شكل من أشكال الاتصال" على واتساب، ويمكن للمستخدمين الآن التحقق من بعضهم البعض مفاتيح.                                                                  |
| 2016  | 10 أيار         | المنتج        | قدمت واتساب لنظامي التشغيل ويندوز وماك. |
| 2016  | تشرين الثاني    | المنتج        | تمت إضافة مكالمات الفيديو بين حسابين. |
| 2017  | 5 أيلول         | المنتج        | بدأ واتساب اختبارًا خارجيًا لمنصة مؤسسية تمكن الشركات من تقديم خدمة العملاء للمستخدمين على نطاق واسع. وأطلقت الخطوط الجوية الملكية الهولندية مثل هذه الخدمة.                                                                                         |
| 2018  | تموز            | المنتج        | تمت إضافة مكالمات صوتية ومرئية جماعية لما يصل إلى أربعة حسابات. |
| 2020  | نيسان           | المنتج        | تسمح المكالمات الجماعية الآن بما يصل إلى 8 حسابات. |